# Água Fria de Goiás
Água Fria de Goiás is een gemeente in de Braziliaanse deelstaat Goiás. De gemeente telt 5.318 inwoners (schatting 2009). Água Fria werd een stad in 1989 toen het werd afgesplitst van Planaltina de Goiás in 1989.

## Aangrenzende gemeenten
De gemeente grenst aan Formosa, Mimoso de Goiás, Niquelândia, Padre Bernardo, Planaltina en São João d'Aliança.